# ロイ・Z
ロイ・Z（Roy Z、1963年6月30日 - ）は、アメリカ合衆国のギタリスト、音楽プロデューサー。主にヘヴィメタルの分野で活動。ブルース・ディッキンソンとの仕事で知名度を高めた後、1996年、自分のバンドであるトライブ・オブ・ジプシーズを率いてデビュー。

## 来歴
カリフォルニア州ロサンゼルス出身。ロイはメキシコ系アメリカ人で、出生名はRoy Ramirezだったが、後にRoy Zerimarと改名。この名前を短縮したロイ・Zという芸名で知られていくこととなる。
地元ロサンゼルスやコネチカット州での音楽活動を経て、1990年代初頭に故郷ロサンゼルスで、ヘヴィメタルとラテン音楽を融合した音楽性のバンド、トライブ・オブ・ジプシーズを結成。同バンドは、当時アイアン・メイデンを脱退していたブルース・ディッキンソンのアルバム『ボールズ・トゥ・ピカソ』（1994年）に参加し、ロイは作曲家としても、収録曲の大部分をブルースと共作した。その後、トライブ・オブ・ジプシーズはマーキュリー・レコードからメジャー・デビューを果たす予定だったが、その話は立ち消えとなり、日本のビクターエンタテインメントとの契約を得て、1996年9月にデビュー・アルバム発表。1997年には、再びブルースのアルバム『アクシデント・オブ・バース』に、エイドリアン・スミスとのツイン・リード・ギターという形で参加し、同作ではプロデュースも担当。
トライブ・オブ・ジプシーズは2000年に活動を一度停止するが、ロイはその後も様々なミュージシャンと仕事を行う。2000年以降は、1980年代からの友人であったロブ・ロックのバンドに参加。2003年には、ロサンゼルスを訪れた世良公則のレコーディングに参加。また、プロデューサーとしてもハルフォード、ハロウィン、ジューダス・プリースト等、多くの著名なアーティストの作品に関わった。2008年には、かつてロブ・ロックと活動していたユニットであるドライヴァーとしての活動を再開させ、『Sons of Thunder』発表。

## ディスコグラフィ

### ブルース・ディッキンソン
『ボールズ・トゥ・ピカソ』を除く作品ではプロデュースも担当。
- ボールズ・トゥ・ピカソ - Balls to Picasso（1994年）
- アクシデント・オブ・バース - Accident of Birth（1997年）
- ケミカル・ウェディング - The Chemical Wedding（1998年）
- スクリーム・フォー・ミー・ブラジル - Scream for Me Brazil（1999年、ライヴ・アルバム）
- ティラニー・オブ・ソウルズ - Tyranny of Souls（2005年）

### トライブ・オブ・ジプシーズ
- トライブ・オブ・ジプシーズ - Tribe of Gypsies（1996年）
- Nothing Lasts Forever（1997年、ミニ・アルバム）
- レヴォルシオン・サーティーン - Revolucion 13（1998年）
- スタンディング・オン・ザ・ショルダーズ・オブ・ジャイアンツ - Standing on the Shoulders of Giants（2000年）
- ドゥエラー・オン・ザ・スレショールド - Dweller on the Threshold（2006年）

### ロブ・ロック
- レイジ・オブ・クリエイション - Rage of Creation（2000年）
- アイズ・オブ・エタニティ - Eyes of Eternity（2003年）
- ホーリー・ヘル - Holy Hell（2005年）
- ガーデン・オヴ・ケイオス - Garden of Chaos（2007年）

### ドライヴァー
- サンズ・オブ・サンダー - Sons of Thunder（2008年）

### プロデュース作品
- ハルフォード - 『Resurrection』（2000年）、『Live Insurrection』（2001年）、『Crucible 』（2002年）
- ハロウィン - 『The Dark Ride』（2000年）
- ジューダス・プリースト - 『Angel of Retribution』（2005年）
- セバスチャン・バック - 『Angel Down』（2007年）
- アンドレ・マトス - 『Time to Be Free』（2007年）
- セパルトゥラ - 『Kairos』（2011年）

他多数

### その他
- グレン・ヒューズ - 『From the Archives Volume I - Incense & Peaches』（2000年）

アウトテイク集。一部楽曲でロイがギターを担当。
- W.A.S.P. - 『Unholy Terror』（2001年）

ギタリストとしてゲスト参加。
- 世良公則 - 『照 TWIST SONGS』（2003年）

ギタリストとしてゲスト参加。
- イングヴェイ・マルムスティーン - 『Perpetual Flame』（2008年）

ミキシングを担当。